# Dilar hikosanus
Dilar hikosanus är en insektsart som beskrevs av Nakahara 1955. Dilar hikosanus ingår i släktet Dilar och familjen Dilaridae. Inga underarter finns listade i Catalogue of Life.